# Staffan Scheja
Bo Staffan Scheja, född 25 april 1950 i Danderyds församling, Stockholms län, är en svensk pianist och professor.

## Biografi
Staffan Scheja började studera piano vid nio års ålder och gjorde offentlig konsertdebut 14 år gammal med Sveriges Radios symfoniorkester under Herbert Blomstedt och även med Stockholms Filharmoniska Orkester under Jorma Panula. Han studerade 1964–1969 vid Kungliga Musikhögskolan i Stockholm för Gunnar Hallhagen och 1969–1972 vid Juilliard School of the Performing Arts i New York för pianisterna Rosina Lhévinne, Ilona Kabos och Ania Dorfmann. År 1975 var han pristagare i internationella Busoni-pianotävlingen i Bolzano.
Han slog igenom redan i tonåren och blev mycket omskriven som ett "underbarn" och "förstasidesnamn" och han har sedan spelat på världens stora scener med en mängd framstående orkestrar och dirigenter. I flera år bodde och verkade han i USA och har bland annat givit konserter i Carnegie Hall, i Vita Huset och vid flera svenska statsbesök. 1984 presenterade han den genreöverskridande skivan Europa, tillsammans med Björn J:son Lindh.
Han är professor i piano – och även prorektor – vid Kungliga Musikhögskolan i Stockholm sedan 1997 och ledamot av Kungliga Musikaliska Akademien sedan 2003. Han är grundare av och konstnärlig ledare för Gotland Chamber Music Festival, som varje sommar hålls på Gotland sedan 1980-talet, och sedan några år är han även ansvarig för Gotland Baltic Music Academy, som är en masterclass- och bildningsverksamhet i anslutning till festivalen. Scheja ingår också i ledningen och lärarkåren för musikutbildningen vid Lilla Akademien.
År 1995 tilldelades han Litteris et Artibus och ett par av hans många skivinspelningar har belönats med Grammis.
Scheja var en av deltagarna i SVT:s serie Stjärnorna på slottet säsongen 2008/2009. I augusti 2010 var han sommarvärd i P1.
Han är gift med regissören Lizzie Scheja (född Oved) och med henne har han två döttrar, Ania Scheja och Alexandra Scheja. Han är även far till Rebecca Scheja och Leonard Scheja med den tidigare hustrun Marianne Scheja. Han har även en son sedan en tidigare relation med skådespelaren Agneta Eckemyr.